# Mogadiško sveučilište
Mogadiško sveučilište (somalski Jaamacadda Muqdisho) privatno je sveučilište u somalijskom glavnom gradu Mogadišu. Utemeljeno je 1997., a od 2011. godine nalazi se na popisu 30 najboljih afričkih sveučilišta. Ujedno je i najbolja ustanova visokog obrazovanja u Somaliji. Sastoji se od ukupno 11 fakulteta, 2 instituta i 2 istraživačka središta.
Osim u Mogadišu, sveučilšte ima kampuse i u Boosaasu, izgrađene uz novčanu pomoć Islamske razvojne banke iz Saudijske Arabije. 
Mogadiško sveučilište punopravni je član Udruženja arapskih svečilišta i Udruženja afičkih sveučilišta. Dio je i Lige islamskih sveučlišta.

## Sastavnice
Instituti
- Instiut somalijskih studija
- Jezični institut

Istraživačka središta
- Centar za istraživanje i razvoj
- Somalijski centar za vodu i okoliš
- Centar za društvene studije i cjeloživotno obrazovanje

Fakulteti
- Fakultet ekonomije i menadžmenta
- Pravni fakultet
- Medicinski fakultet
- Fakultet zdravstvenih studija
- Fakultet obrazovnih i humanističkih znanosti
- Inženjerski fakultet
- Fakultet računalstva i informatičkih tehnologija
- Fakultet poličkih znanosti i javne administracije
- Poljoprivredni fakultet
- Veterinarski fakultet
- Fakultet dentalne medicine

## Vanjske poveznice
- Službene stranice sveučilišta (engl.)